# Eumyzus impatiensae
Eumyzus impatiensae är en insektsart. Eumyzus impatiensae ingår i släktet Eumyzus och familjen långrörsbladlöss. Inga underarter finns listade i Catalogue of Life.